# Bryan McBride
Bryan McBride (Long Beach, 10 dicembre 1991) è un altista statunitense.

## Biografia
Cresciuto in Arizona, dove è stato prima nel team di baseball e successivamente in quello di atletica leggera dell'istituzione scolastica superiore frequentata, specializzandosi nel salto in alto, McBride è entrato a far parte del team atletico dell'Arizona State University competendo nei campionati NCAA dal 2011 al 2015. A livello nazionale, dopo essere stato secondo ai campionati nazionali indoor 2016, ha vinto il titolo nel 2017.
A livello internazionale ha partecipato alla finale mondiale nel 2017, classificandosi ottavo.

## Palmarès
| Anno | Manifestazione       | Sede     | Evento        | Risultato | Prestazione | Note |
| ---- | -------------------- | -------- | ------------- | --------- | ----------- | ---- |
| 2012 | Campionati NACAC U23 | Irapuato | Salto in alto | 4º        | 2,16 m      |      |
| 2017 | Mondiali             | Londra   | Salto in alto | 8º        | 2,25 m      |      |